# جان پیترز
جان پیترز (انگلیسی: Jon Peters؛ زادهٔ ۲ ژوئن ۱۹۴۵) تهیه‌کننده اهل ایالات متحده آمریکا است.